# Unreal Media Server
Unreal Media Server — серверное программное обеспечение разработанное компанией Unreal Streaming Technologies.

## Поддержка протоколов
- UMS протокол (проприетарный) для стриминга Unreal Streaming Media Player на операционных системах Windows
- WebRTC протокол для вещания в браузерах
- WebSocket-video/mp4 протокол для стриминга в веб браузеры с поддержкой HTML5 Media Source Extensions
- RTMP/RTMPT protocol for streaming to Flash Player on any Flash-enabled OS
- Apple Http Live Streaming протокол для стриминга на iOS и другие устройства с поддержкой HLS
- MS-WMSP для стриминга на Silverlight, Windows Media Player
- MS Smooth streaming для стриминга на Silverlight
- MPEG2-TS протокол для стриминга на ресивер

Собственный протокол потоковой передачи UMS основан на Microsoft DirectShow, поэтому протокол UMS не зависит от кодеков. Протокол UMS реализует распределённый граф DirectShow, в котором фильтр источника находится на компьютере-сервере, а фильтр средства визуализации находится на компьютере игрока; на компьютере плеера должен быть установлен соответствующий декодер DirectShow
Поддерживаемый формат контейнера: MP4, ASF, AVI, MKV, MPEG, WMV, FLV, Ogg, MP3, 3GP, MOV, и другие.

## История
Первая версия Unreal Media Server, выпущенная в октябре 2003 года, поддерживала только собственный протокол UMS. В то время это был единственный сервер, способный транслировать файлы AVI без перекодирования. Первая версия была полностью бесплатной. В следующих версиях были добавлены дополнительные протоколы потоковой передачи, такие как MS-WMSP (MMS) и RTMP. Кроме того, в бесплатной версии было введено ограничение в 15 одновременных подключений, а коммерческая версия была предложена для покупки. До версии 9.0 Сервер принимал живые потоки только от проприетарного кодировщика Unreal Live Server. В версии 9.0 была введена возможность приёма прямых трансляций RTSP, MPEG2-TS и MMS для поддержки промышленных стандартных кодеров реального времени, таких как сетевые IP-камеры, кодировщик Windows Media и т. Д .; В версии 10.0 добавлена поддержка кодировщиков Flash, таких как FMLE. В версии 10.5 добавлена поддержка потоковой передачи с адаптивным битрейтом; Кроме того, ограничение одновременных подключений в бесплатной версии было уменьшено до 10 подключений. В версии 11.0 добавлено воспроизведение со сдвигом по времени для прямых трансляций до 12 часов назад по сравнению с режимом реального времени. В версии 11.5 добавлена функция «живого плейлиста», позволяющая переключать каналы на стороне сервера и вставлять рекламу. Версия 12.0 добавила потоковую передачу через WebSockets в HTML5 <video> Media Source Extensions. В версии 13.0 добавлена полная поддержка WebRTC: получение живых потоков WebRTC из веб-браузеров и отправка живых потоков WebRTC в веб-браузеры. В версии 14.0 добавлена потоковая передача файлов VOD в видеоэлемент HTML5 через запросы HTTP.